# Красний Холм (Шуміхинський округ)
Кра́сний Холм (рос. Красный Холм) — присілок у складі Шуміхинського району Курганської області, Росія. Входить до складу Більшовицької сільської ради.
Населення — 197 осіб (2010, 273 у 2002).
Національний склад станом на 2002 рік: росіяни — 97 %.